# 1727 a tudományban
Az 1727. év a tudományban és a technikában.

## Matematika
A 19 éves Euler elnyeri a Párizs-díjat, melyet egy matematikai probléma megoldásáért kapott.

## Optika
Edward Scarlett feltalálja a fülre akasztható szemüveget.

## Születések
- március 19. - Ferdinand Berthoud órásmester (†1807)
- április 7. - Michel Adanson botanikus (†1806)

## Halálozások
- március 31. - Isaac Newton fizikus és matematikus (* 1643)